# Moala
Moala är en vulkanö i ögruppen Moalaöarna, som i sin tur är en undergrupp till Lauöarna. Den har en areal om 62,5 kvadratkilometer, och dess maxhöjd är 468 meter över havet. Den har en befolkning på ungefär 1 200 invånare. På ön finns kokosnöt- och kavaplantager.